# Senlis (Oise)
Senlis  es una población y comuna francesa, en la región de Picardía, departamento de Oise. Es la subprefectura de su distrito y el chef-lieu de su cantón. Se sitúa entre los bosques de Chantilly y de Ermenonville al sur, y de Halatte al norte, a cuarenta kilómetros al norte de París.
De origen romano (Augustomagus) y sede real durante la Edad Media, la ciudad conserva de su larga historia un rico patrimonio y posee diversos museos. La ciudad antigua incluye un conjunto de casas y de antiguas callejuelas rodeadas por las murallas galorromanas y medievales, así como una catedral gótica. 
El conjunto fue preservado en 1962 gracias a la creación de un sector protegido de cuarenta y dos hectáreas. Desde entonces el ayuntamiento y sus habitantes ponen en valor el patrimonio a través de la restauración de monumentos y del entramado antiguo y la organización de manifestaciones culturales, a lo que se añaden actividades económicas del sector servicios a proximidad de la autopista del Norte (A1). Senlis forma parte del parque natural regional Oise-Pays de France.

## Lugares y monumentos
- Catedral Notre-Dame, edificada esencialmente entre el siglo XII y XIII.
- Antigua biblioteca del cabildo, sita delante de la puerta norte de la catedral.
- Murallas galorromanas.
- Murallas medievales.
- Anfiteatro romanano.
- Castillo real y priorato Saint-Maurice.
- Antigua abadía de Saint-Vincent.
- Restos de la iglesia de Saint-Aignan.
- Capilla real Saint-Frambourg (siglos XII-XIII).
- Iglesia de Saint-Pierre.
- Antiguo palacio episcopal.

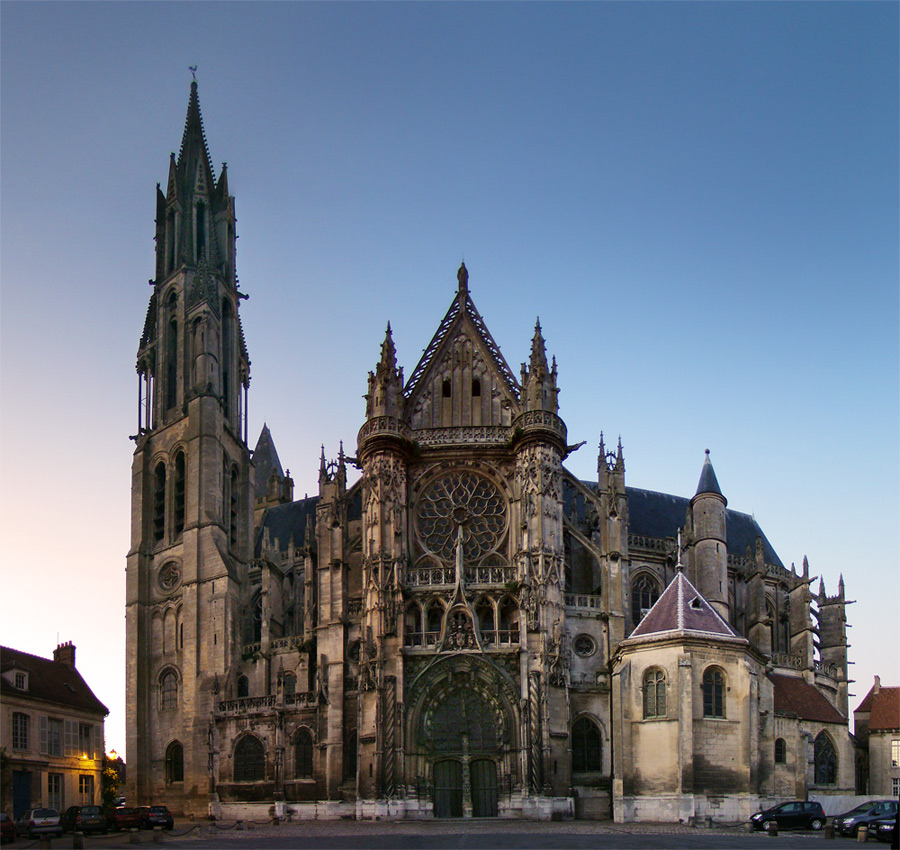
Catedral.
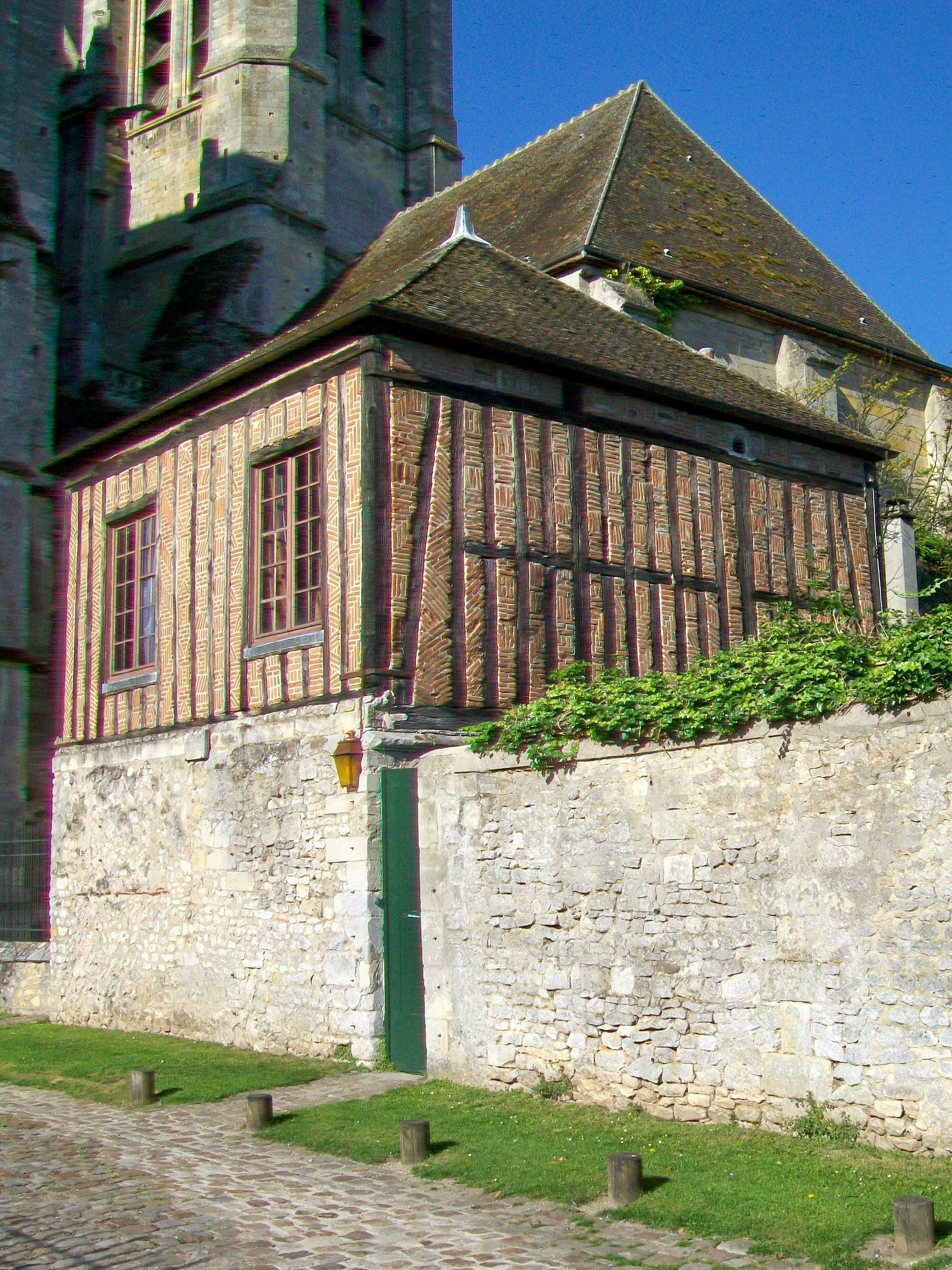
Biblioteca del cabildo.
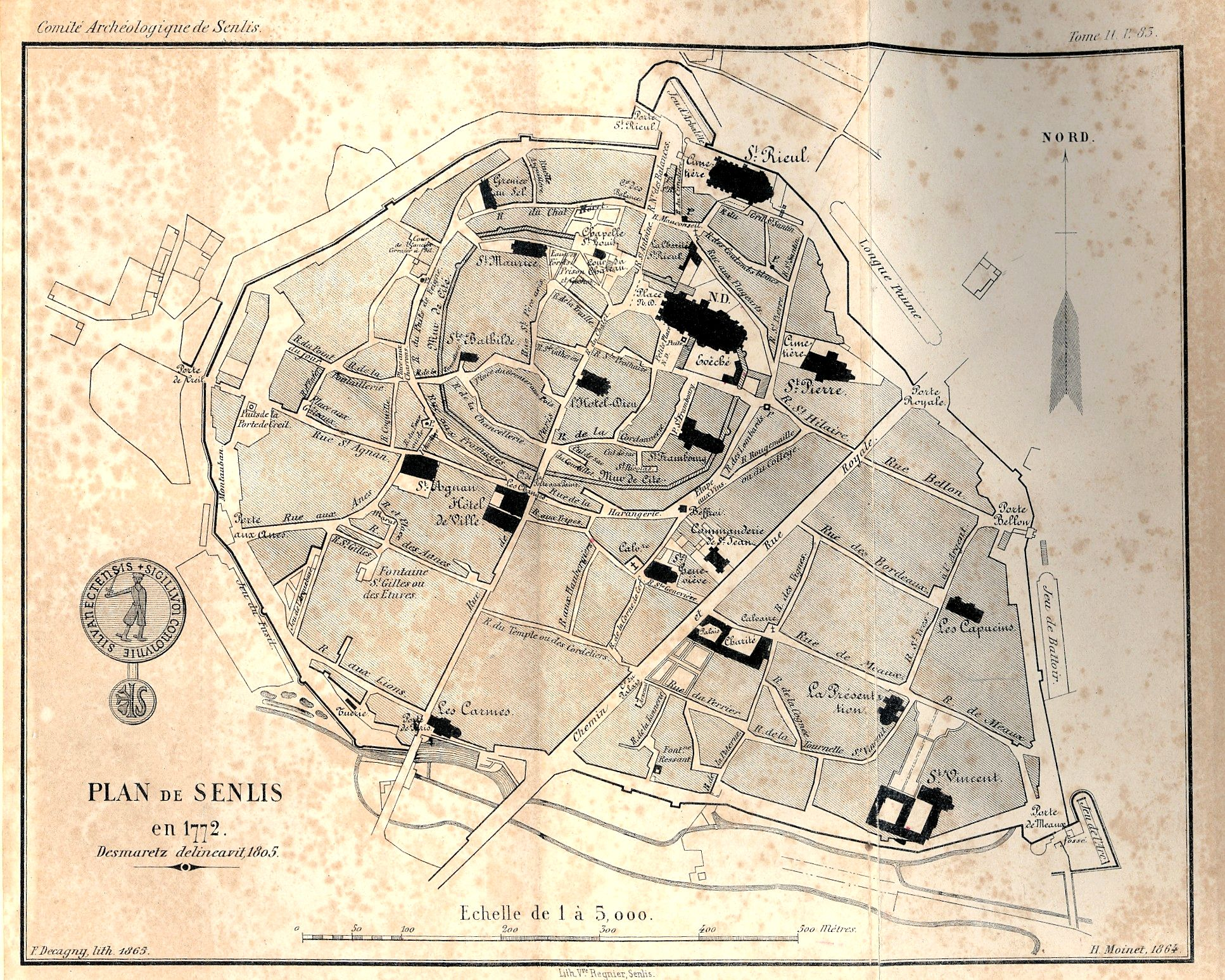
Plano de 1772 donde se observa el trazado de las murallas galorromanas y medievales.
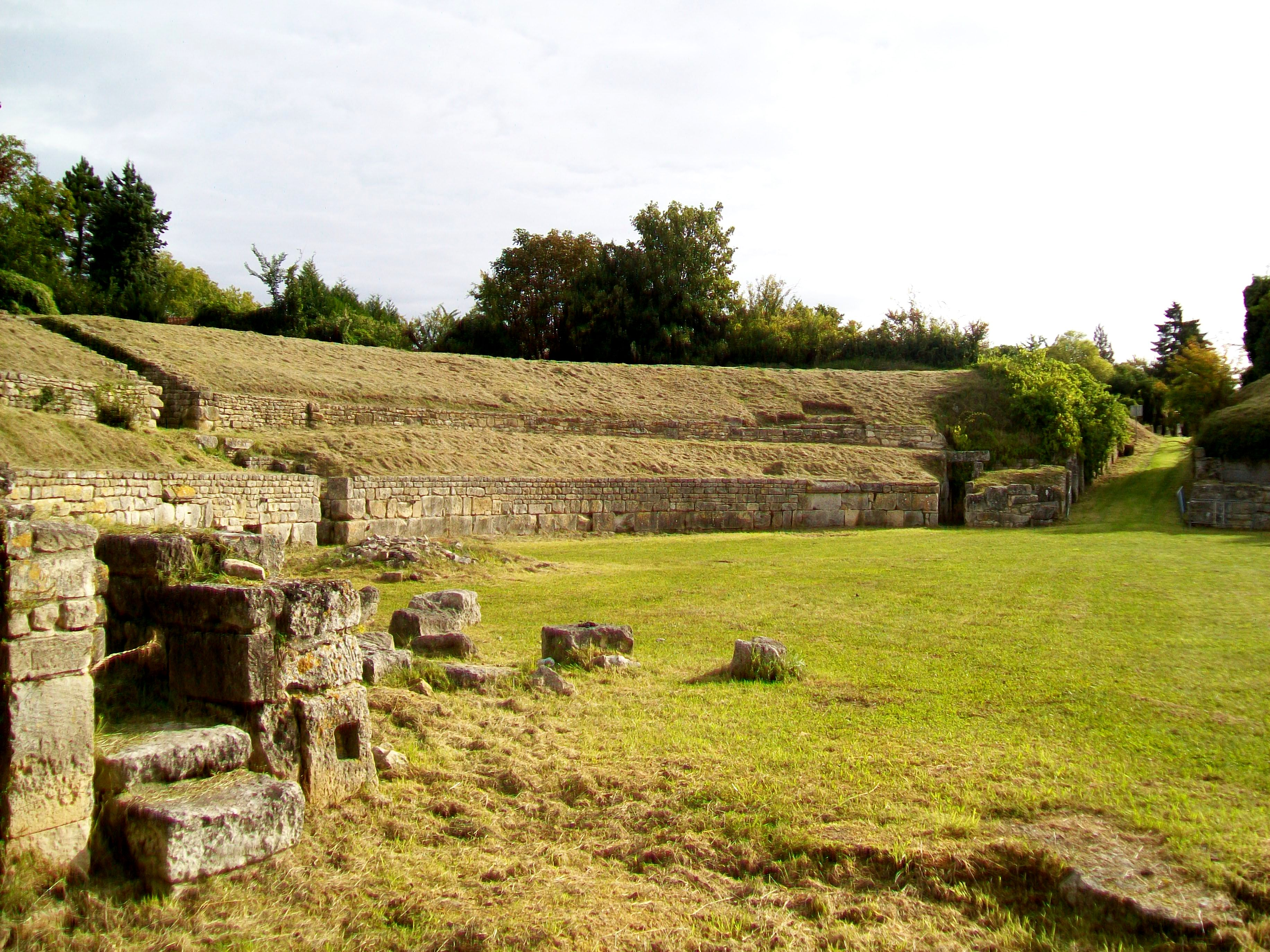
Restos del anfiteatro romano.
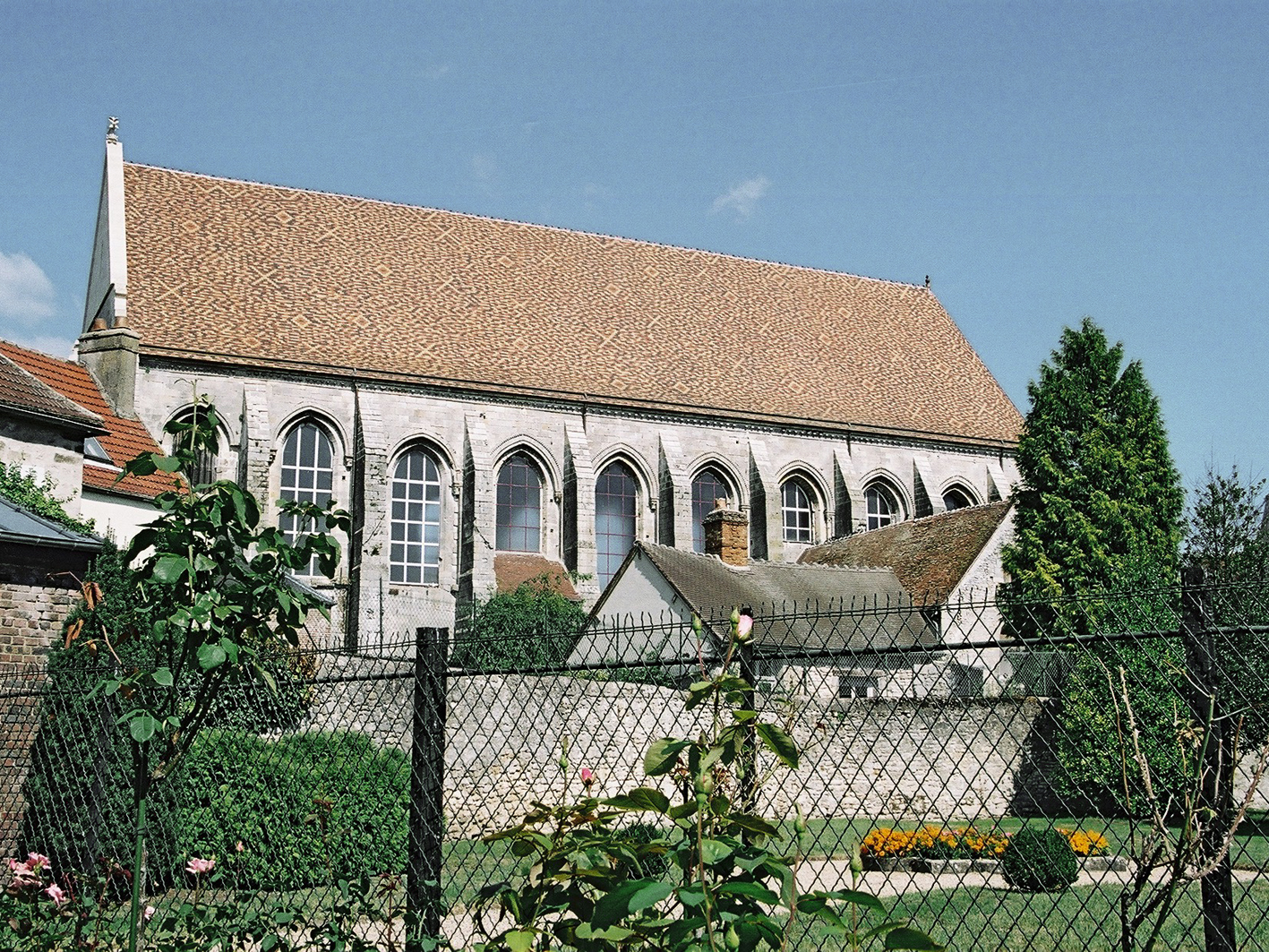
Capilla real Saint-Frambourg.
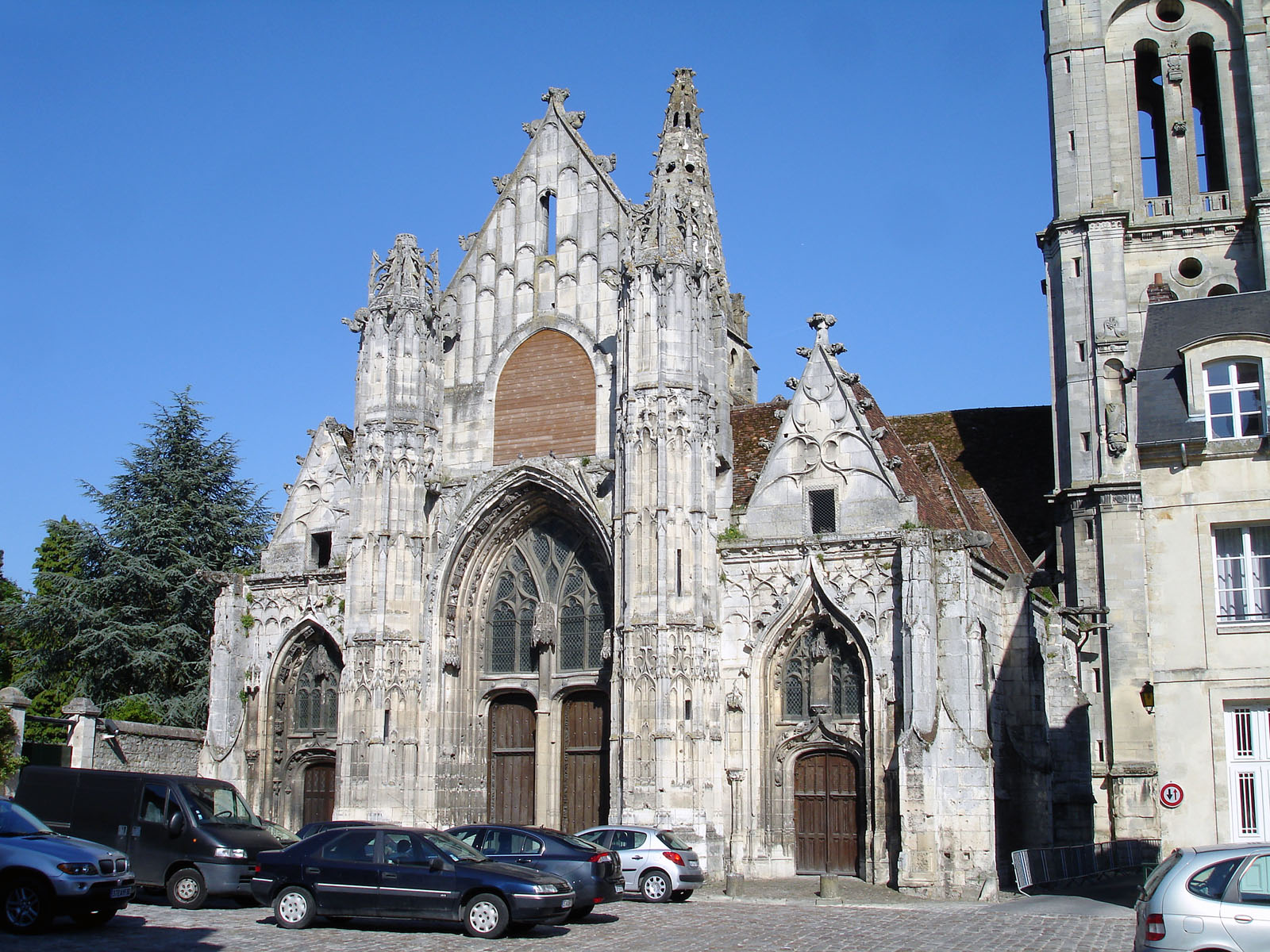
Fachada de la iglesia de Saint-Pierre.
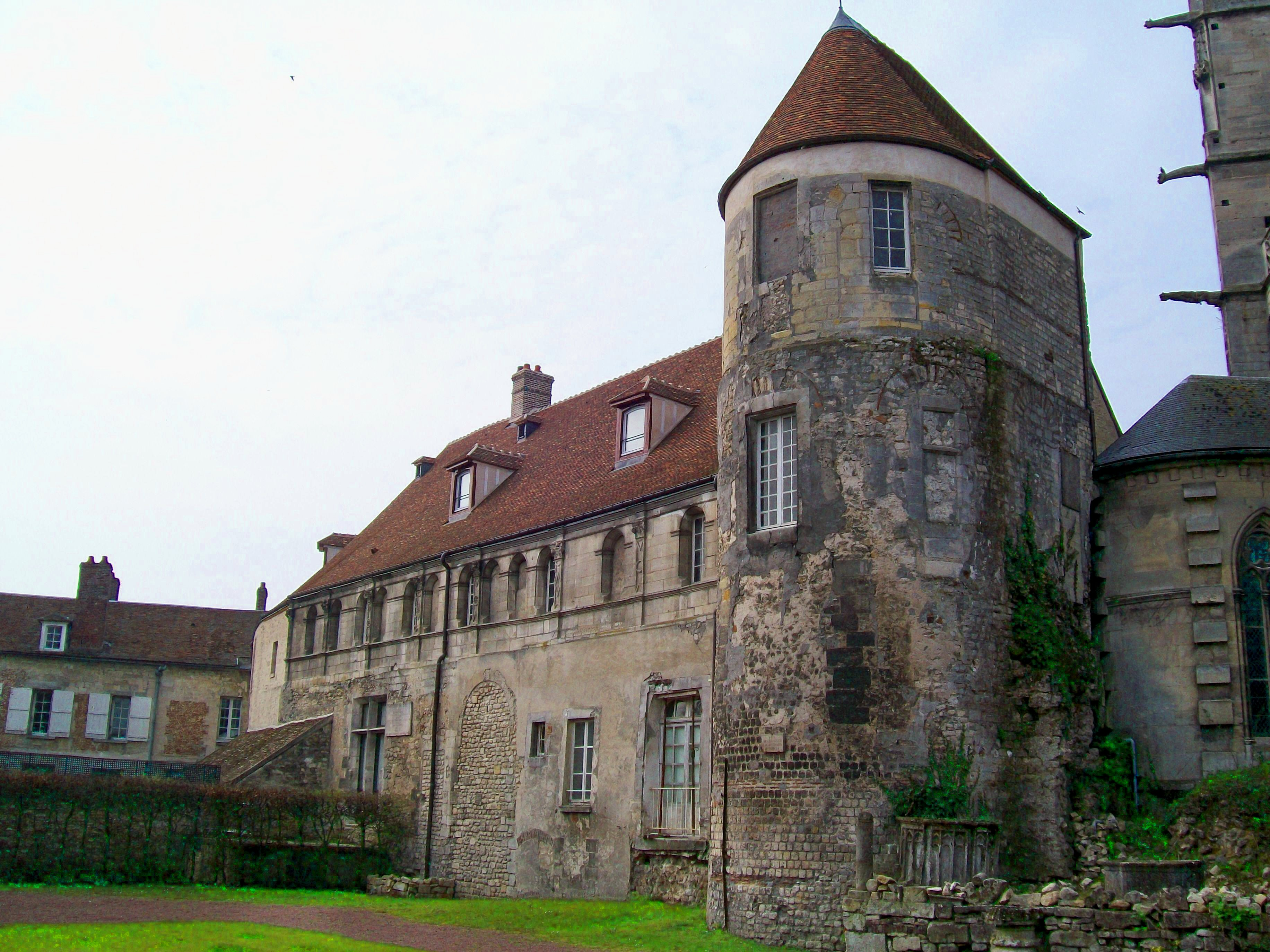
Torre de la muralla galorromana y palacio episcopal.

## Demografía
| 4 429                     | 4 312 | 4 665 | 4 662 | 5 320 | 5 016 | 5 768 | 5 802 | 5 881 | 5 831 | 5 229 | 5 336 | 6 545 | 6 888 | 7 127 | 7 116 | 7 207 | 7 115 | 7 126 | 7 006 | 6 472 | 6 673 | 7 253 | 7 549 | 6 764 | 7 992 | 9 371 | 11 169 | 13 639 | 14 514 | 14 439 | 16 327 | 16 310 |
| (Fuente: INSEE y Cassini) |       |       |       |       |       |       |       |       |       |       |       |       |       |       |       |       |       |       |       |       |       |       |       |       |       |       |        |        |        |        |        |        |

## Celebridades
- El actor Yves Montand aquí falleció.